# Festival de Cinema de Douarnenez
El Festival de Cinema de Douarnenez/Gouel ar filmoù és un festival de cinema que té lloc a Douarnenez (Finisterre, Bretanya).
Fundada l'any 1978, l'Associació Festival de Cinema de Douarnenez té com a objectiu principal descobrir, a través del seu cinema i a través del cinema, pobles minoritzats i/o minoritaris que lluiten per les seves cultures, les seves llengües, la seva identitat i fins i tot la seva supervivència. En ressonància amb la seva identitat bretona, el Festival persegueix el seu viatge cinematogràfic i humà des de fa 40 anys, convocant aquí i en altres llocs, la creació i la cultura bretones, així com la diversitat de lluites artístiques i creacions dels pobles del món.

## Història
El festival va ser creat l'any 1978 per un grup de joves amants del cinema vinculats a la MJC de Douarnenez. Tres causes són especialment properes als seus cors: la lluita contra el projecte de creació d'una central nuclear a Plogoff, la situació al Tercer Món i el renaixement de la cultura bretona. L'associació Festival de cinema de Douarnenez (llei d'associació 1901) té un conveni amb la ciutat de Douarnenez, amb el Consell Departamental de Finisterre i la Regió de Bretanya.
Fins al 1989, el Festival va estar vinculat a les activitats de la MJC, aleshores es va crear una associació per fer-se càrrec de l'organització del Festival.
Erwan Moalic, present des de 1978, assegura la programació, assistit per Caroline Troin des de 1990. El 2010, fan el seu últim any al capdavant del Festival. A partir de 2011, el Festival estarà dirigit per Éric Prémel, després per Yann Stéphant del 2014 al 2018 i finalment per Christian Ryo des de finals del 2018.

## Principis de programació
Cada edició té almenys cinc apartats:
- La temàtica principal: la festa convida cada any a pobles, propers o llunyans, que tenen en comú lluitar per les seves identitats, sovint menyspreades, tant si aquestes lluites es refereixen al territori, a la llengua, a la cultura, a la condició política o a la dignitat.
- Lloc d'elecció per a la producció audiovisual bretona que ofereix cada any una selecció d'aquestes pel·lícules, així com trobades professionals. Aquesta secció és recurrent i, a més, el festival, signatari de la carta Ya d'ar brezhoneg, és parcialment bilingüe francès-bretó (almenys).
- La secció recurrent gran tribu.
- La secció recurrent Monde des sourd·e·s, des de l'edició número 32 de 2009. La LSF s'afegeix al bretó i al francès com a tercera llengua oficial del festival.
- Durant diversos anys, fins al 2014 inclòs, la secció LGBTQI. Després de la seva desaparició com a secció recurrent, aquesta temàtica és ara objecte d'un curs "Preguntes de gènere" transversal a la resta d'apartats, amb la recerca de possibles interseccions en els temes. I al marge, també es va organitzar un fòrum internacional intersexual per antics o actuals membres del festival, els dies 29 i 30 de juny de 2015.[6]
- Un o més temes addicionals, exemples trobats al llarg de les edicions:
  - Donar un "coup de chapeau" a un director;
  - Un tall transversal que qüestiona altres parts de les nostres societats (dones, presons, immigració, globalització...);
  - aspectes relacionats amb els drets humans (Afganistan, Txetxènia, etc.);
  - Una retrospectiva de la cinematografia nacional, regional, temàtica, etc.
- Una secció juvenil: una selecció de pel·lícules d'altres temàtiques a les quals s'afegeixen d'altres específicament. A més, el festival ofereix un mini-festival: els nens inscrits són atesos per animadors durant una o més mitges jornades.

## Temes anuals
Persones o temes en el punt de mira des de la creació del festival:
- 1978, 1a edició: Quebequesos
- 1979, 2a edició: Nacions índies a Amèrica del Nord
- 1980, 3a edició: Pobles del DOM-TOM
- 1981, 4a edició: Poble occità
- 1982, 5a edició: Poble de l'URSS
- 1983, 6a edició: Pobles gitanos d'Europa
- 1984, 7a edició: Pobles indis a Amèrica Llatina
- 1985, 8a edició: Poble negre nord-americà
- 1986, 9a edició: Poble català
- 1987, 10a edició: Pobles de l'Àrtida
- 1988, 11a edició: Poble basc
- 1989, 12a edició: Gent de la Xina i Tibet
- 1990, 13a edició: Poble palestí
- 1991, 14a edició: Pobles aborígens d'Austràlia
- 1992, 15a edició: Poble irlandès
- 1993, 16a edició: Poble de l'Índia
- 1994, 17a edició: Pobles berbers
- 1995, 18a edició: Poble escocès
- 1996, 19a edició: Comunitats d'immigrants a Europa
- 1997, 20a edició: Trobades indígenes a Europa, nacionalismes a Europa 20è|aniversari
- 1998, 21a edició: Poble gal·lès
- 1999, 22a edició: Yiddishland
- 2000, 23a edició: Les Itàlies
- 2001, 24a edició: Maoris d'Aotearoa
- 2002, 25a edició: Notícies mundials
- 2003, 26a edició: Kurdistan
- 2004, 27a edició:  els belgues
- 2005, 28a edició: Mexicans als Estats Units
- 2006, 29a edició: Gent dels Balcans
- 2007, 30a edició: Retrats dels colonitzats, Mil i una Bretanyes
- 2008, 31a edició: Líban
- 2009, 32a edició: Gent del Caucas
- 2010, 33a edició : Caribs
- 2011, 34a edició : Àfrique(s) del Sud
- 2012, 35a edició : Comunitats autònomes : Catalunya, País Basc, Galícia
- 2013, 36a edició: Roma, gitanos i viatgers
- 2014, 37a edició: Pobles de l'Arxipèlag Indonèsia, Timor-Leste i Papuàsia
- 2015, 38a edició: Gent dels Andes
- 2016, 39a edició: Pobles de Turquia
- 2017, edició 40a: Fronteres
- 2018, edició 41a: Els pobles del Congo(s)[8]
- 2019, edició 42a: Algerians, Algerians[9]
- 2020, 43a edició: ajornada al 2021 a causa de la pandèmia pel Covid-19
- 2021, 43a edició: Pobles i lluites a Grècia / Pobloù ha stourmoù e Gres[10]
- 2022, 44a edició: Helvètes Underground / Helvet Underground[11]